# Cross-River-Ästuar
Cross-River-Ästuar bezeichnet einen Ästuar in Kamerun und Nigeria.

## Lage
Es handelt sich um die Mündung des Cross River, der zusammen mit dem Calabar River und dem Akpa Yafi bei der Hafenstadt Calabar in eine breite Bucht übergeht. Er liegt in der Region der Bucht von Biafra, die seit 1970 den Namen Bucht von Bonny trägt. Das Cross-River-Ästuar ist durch die Bakassi-Halbinsel vom benachbarten Rio-del-Rey-Ästuar getrennt, aber dennoch durch mehrere Kanäle mit ihm verbunden.

## Geschichte
Die Mündungslagune des Cross River wurde im 15. Jahrhundert von portugiesischen Seefahrern entdeckt und erforscht.